# Wellemeersen

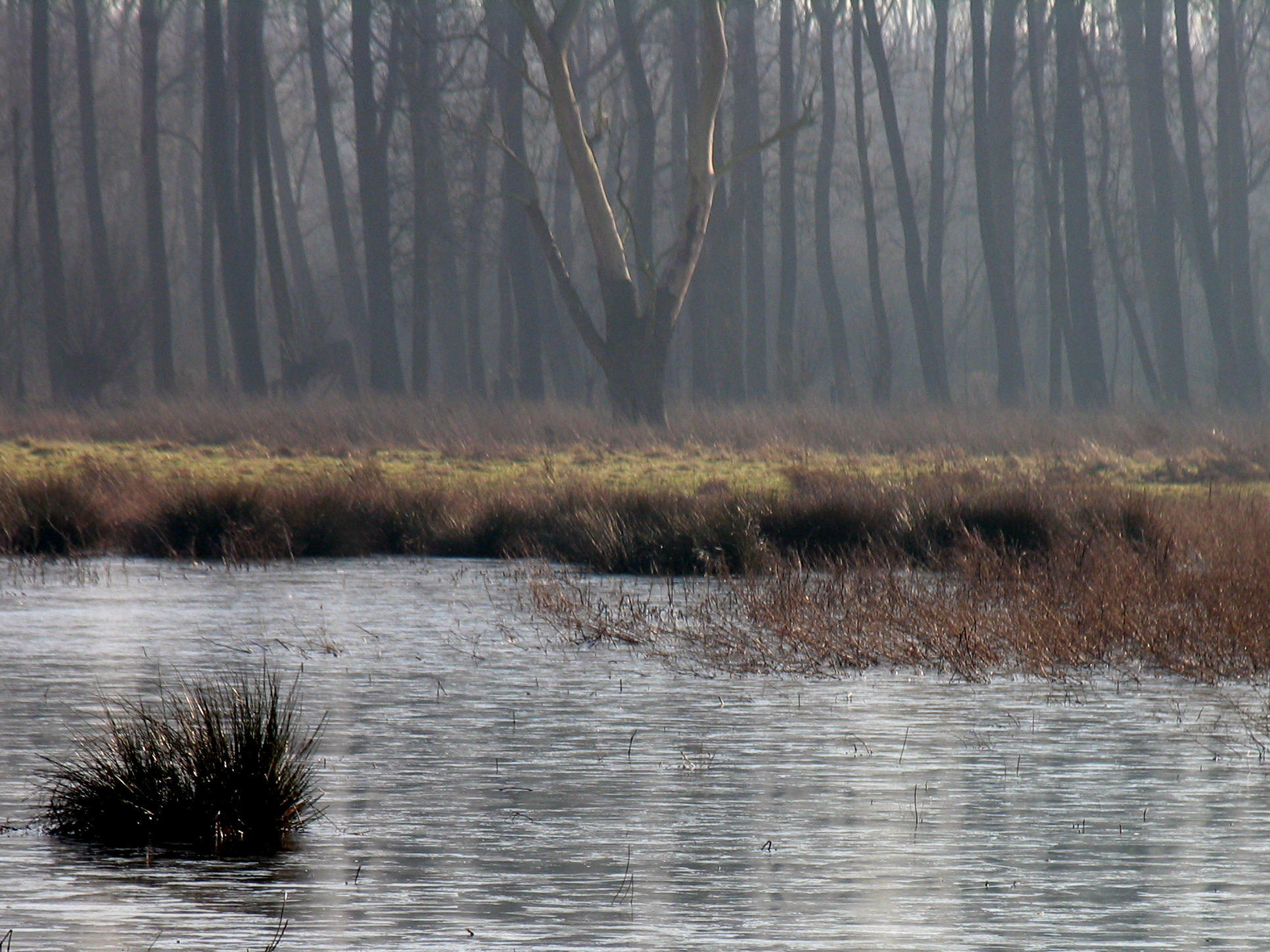
De Wellemeersen

De Wellemeersen is een erkend natuurreservaat en Natura 2000-gebied (Bossen van de Vlaamse Ardennen en andere Zuid-Vlaamse bossen) in de Belgische gemeente Denderleeuw. Het is een overstromingsgebied van de Dender, gelegen ten noorden van de wijk Leeuwbrug en in het oosten van deelgemeente Welle. De Wellemeersen bestrijken hoofdzakelijk een gebied tussen de spoorlijnen 50 en 50A in het zuiden en oosten en de Dender in het westen.
Het is een vogelrijk gebied dat voornamelijk gekenmerkt wordt door moerasbossen, natte weilanden en bomputten. De Wellemeersen werd in 1980 als landschap beschermd. De erkenning van het natuurreservaat, met een oppervlakte van ongeveer 64 ha, loopt tot 18 november 2024. In 2019 stelde de Vlaamse Landmaatschappij een natuurinrichtingsplan voor, om in het natuurgebied een aaneengesloten grasland-, bos- en moeraslandschap te ontwikkelen .
Het natuurgebied is toegankelijk op de wandelpaden via het wandelnetwerk 'Dendervallei Noord'.